# Kanai Noburu

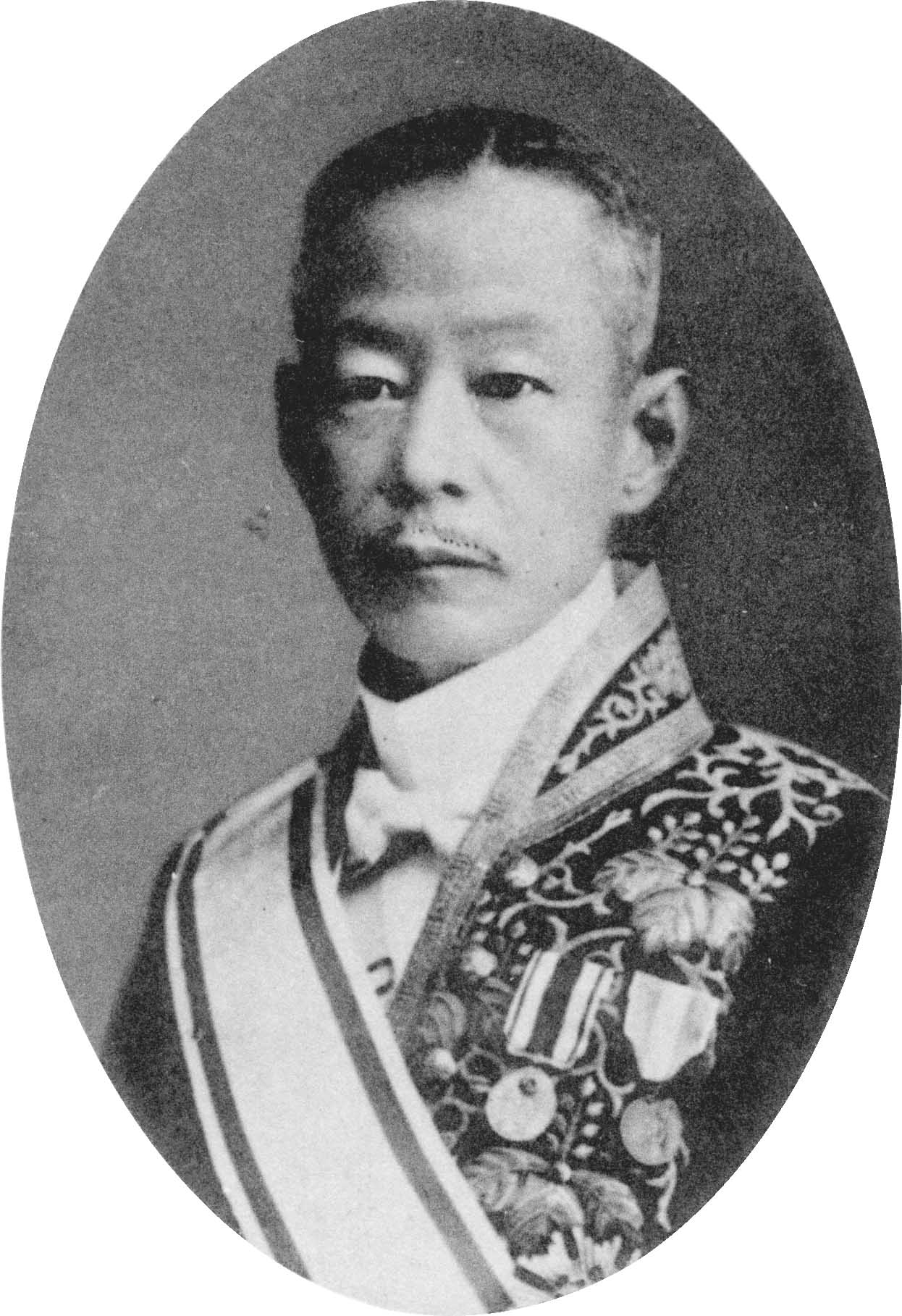
Kanai Noburu

Kanai Noburu (japanisch 金井 延; geboren 26. Februar 1865 in der Provinz Ōmi; gestorben 13. August 1933) war ein japanischer Wirtschaftswissenschaftler.

## Leben und Wirken
Kanai Noburu machte 1885 seinen Studienabschluss an der Universität Tokyo. Danach ging er nach Deutschland und studierte in Berlin unter Gustav von Schmoller, Adolph Wagner u. a. vor allem Regierungsmaßnahmen gegenüber sozialen Problemen. Es schloss sich ein Englandaufenthalt an.
Nach seiner Rückkehr wurde Kanai 1890 Professor an seiner Alma Mater. Er gehörte zu den Professoren, die 1903 in den „Sieben-Doktoren-Zwischenfall“ im Vorabend des Russisch-Japanischen Kriegs 1904 verwickelt waren. 1919 wurde er der erste Dekan der Wirtschaftsfakultät der Universität. Zu seinen Publikationen gehören
- „Shakai Keizaigaku“ (社会経済学) – „Lehre von der Wirtschaftsgesellschaft“,
- „Shakai Mondai“ (社会問題) – „Probleme der Gesellschaft“.

Begraben wurde Kanai auf dem Friedhof Aoyama.
Zu seinen Schülern gehört Takano Iwasaburō (1871–1949).

## Einzelnachweis
1. ↑   Kanai-Grab.